# Animotion
Animotion — поп-рок-группа, играющая в стиле синтипоп и новая волна, популярная в 1980-х годах.
Наиболее известной песней коллектива является «Obsession», ставшая популярным хитом в 1984 году.

## История
Группа была основана в 1983 году в составе: Астрид Плейн, Пол. Ф. Антонелли, Чарльз Оттавио и Френчи О’Брайен. Билл Уодхэмс и Дон Киркпатрик впоследствии присоединились к остальным участникам.
Сразу же после создания коллектива в 1984 году вышел дебютный альбом группы под названием Animotion. После его выхода, группа получила международное признание благодаря песне «Obsession», которая ещё в начале года завоевала большую популярность. Композиция попала в хит-парады США, Англии, Германии, Австрии. Результатом этого стала широкая востребованность группы на музыкальной арене, а телеканал MTV продолжал крутить видеоклип на песню «Obsession». Следующим синглом стала песня «Let Him Go», неуспешная в коммерческом плане. В Германии она заняла 41 строчку, а в США она с трудом вошла в топ-40, где заняла 39 строчку и пробыла в чарте 13 недель.
В 1986 году был издан второй альбом, Strange Behavior, похожий по музыкальному стилю звучания на предыдущий альбом, однако ни одного хита с альбома не вышло, синглы из Strange Behavior не были популярны, а продажи альбома были низкими. В Billboard 200 пластинка достигла 71 позиции.
На пике своей популярности Animotion гастролировали с такими группами и артистами, как: INXS, Depeche Mode, Genesis, Фил Коллинз и Eurythmics.
В 1988 году большинство участников покинули группу, включая Билла Уодхэмса и Астрид Плейн. Синтии Родес и Полу Энгеманну пришлось стать основными вокалистами группы. Несмотря на изменения в составе, отношения между всеми участниками оставались хорошими, так, Плейн сыграла свадьбу с Чарльзом Оттавио.
В 1989 году Animotion смогли порадовать поклонников ещё одним хитом «Room to Move» со своего третьего альбома, Animotion (Room to Move), композиция прозвучала в комедии Дэна Эйкройда «Моя мачеха — инопланетянка».
После этого группа распалась в 1990 году, но в 1996 участники коллектива воссоединились исключительно для гастрольной деятельности.
В 2001 году участники первоначального состава группы Астрид Плейн, Билл Уодхэмс, Чарльз Оттавио и Дон Киркпатрик вернулись в неё, а через год к ним присоединился новый ударник Кевин Рэнкин.
Песня «Obsession» была включена в саундтрек видеоигры Grand Theft Auto: Vice City в 2002 году.

## Дискография
| Альбомы - Animotion (1984) - Strange Behavior (1986) - Animotion (Room to Move) (1989) - Obsession: The Best of Animotion (1996) - 20th Century Masters: The Best of Animotion (2006) | Синглы - «Obsession» (1984) - «Let Him Go» (1985) - «I Engineer» (1986) - «I Want You» (1987) - «Room to Move» (1989) - «Calling It Love» (1990) |

## Состав группы
Текущий состав
- Астрид Плейн (англ. Astrid Plane) — вокал (1983 — 1988; 2001 — настоящее время)
- Билл Уодхэмс (англ. Bill Wadhams) — вокал, гитара (1983 — 1988; 2001 — настоящее время)
- Чарльз Оттавио (англ. Charles Ottavio) — бас-гитара (1983 — 1988; 2001 — настоящее время)
- Дон Киркпатрик (англ. Don Kirkpatrick) — соло-гитара (с 1983; 2001 — настоящее время)
- Грег Смит (англ. Greg Smith) — клавишные (1986 — настоящее время)
- Кевин Рэнкин (англ. Kevin Rankin) — ударные (2002 — настоящее время)

Бывшие участники
- Пол Антонелли (англ. Paul Antonelli) — клавишные
- Френчи О’Брайен (англ. Frenchy O'Brien) — ударные
- Джим Блэйр (англ. Jim Blair) — ударные
- Синтия Родес (англ. Cynthia Rhodes) — вокал
- Пол Энгеманн (англ. Paul Engemann) — вокал